# Sture Collin

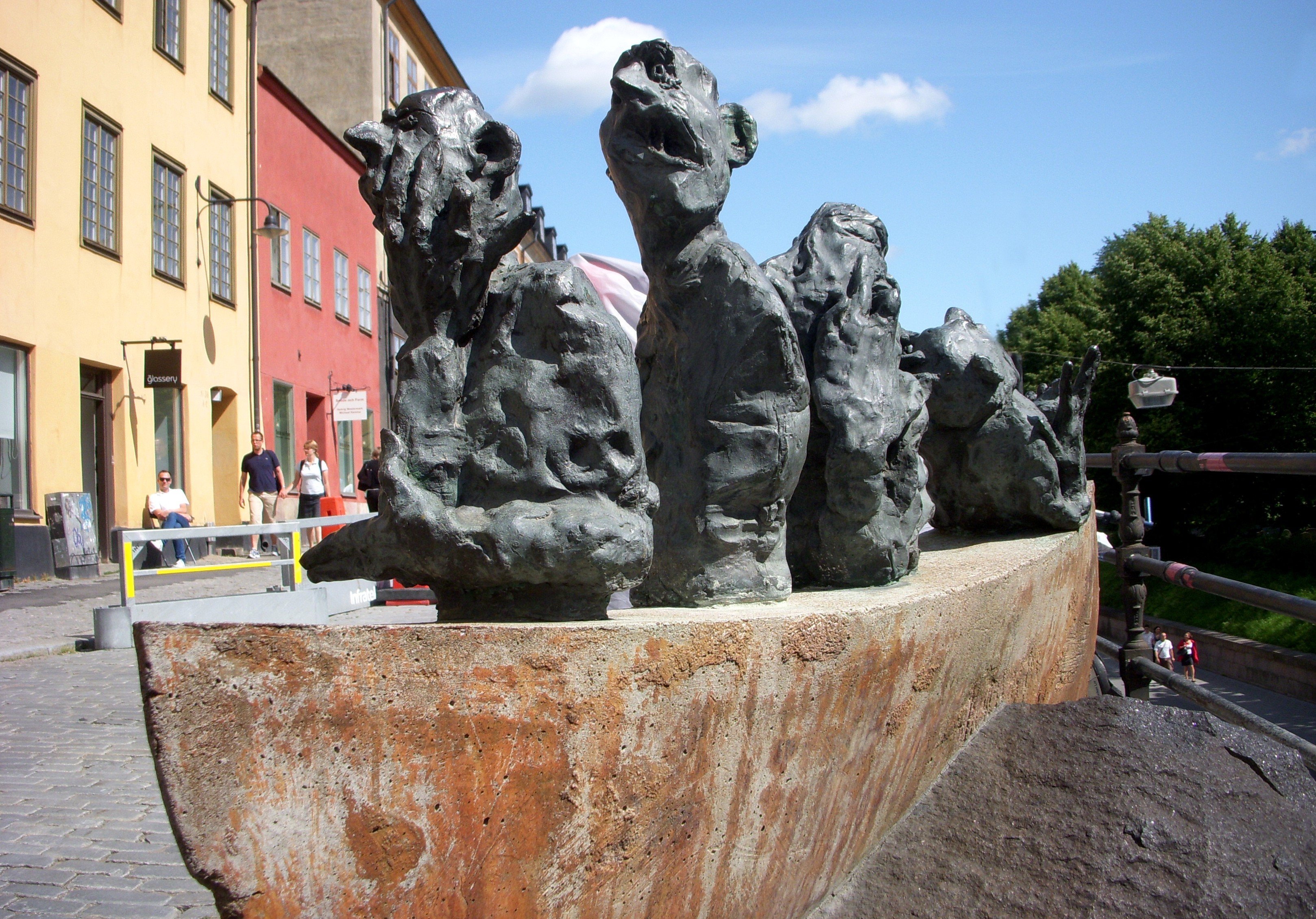
Dårarnas båt på Hornsgatspuckeln i Stockholm.

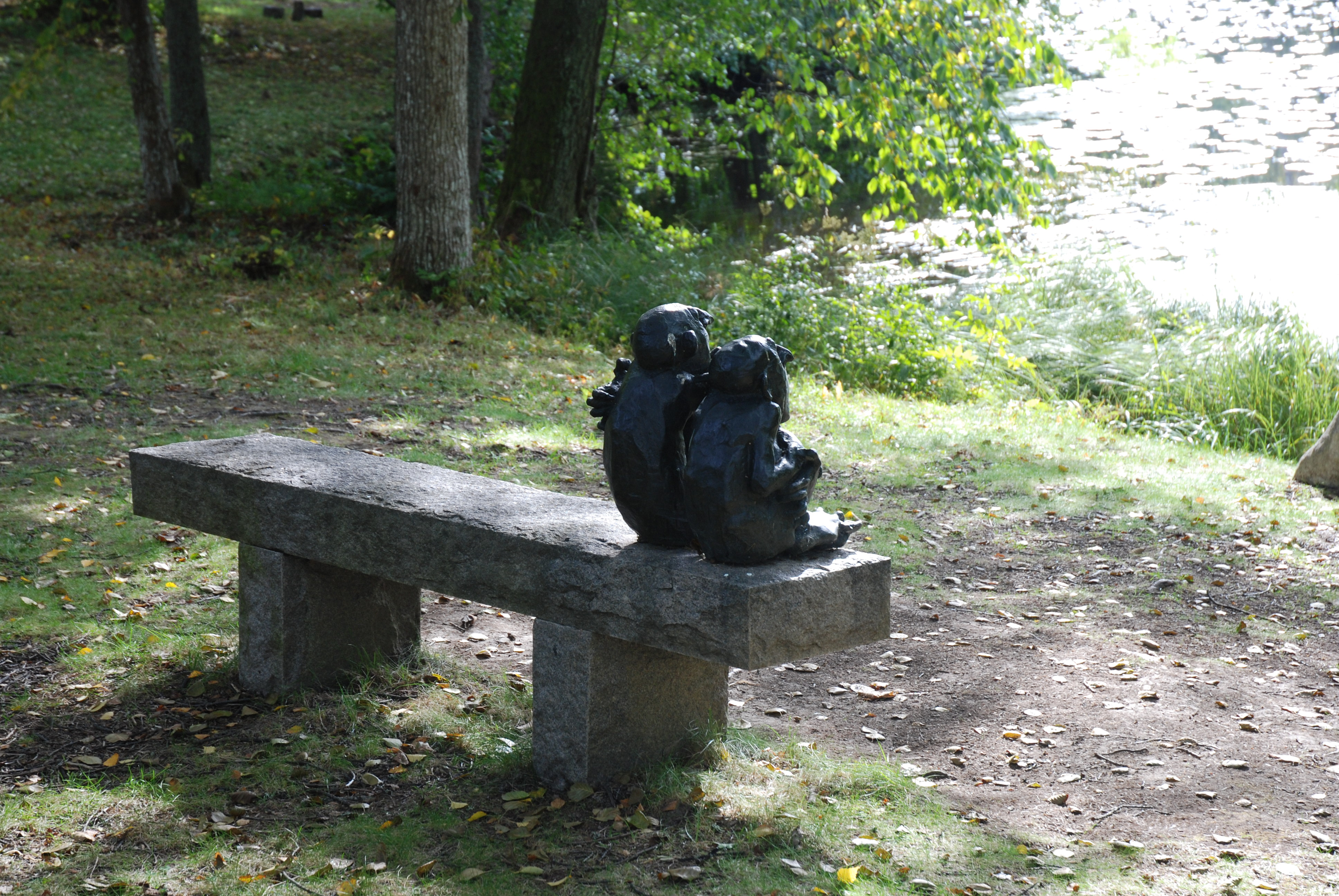
Filosofiska bänken (2004) i Skulpturparken Ängelsberg i Ängelsberg.

Nils Sture Collin, född 10 mars 1939, är en svensk skulptör. Han utbildade sig på Konsthögskolan i Stockholm 1964–1969. 

## Offentliga verk i urval
- Knopp, betong, 1967, Mästarbacken i Mälarhöjden i Stockholm
- Monumentalmålning till Huddinge kommun
- Skulpturer till Sollefteå kommun
- Tierps vårdcenter
- Dårarnas båt, brons, perrongen på Sockenplans tunnelbanestation i Stockholm, Hornsgatspuckeln på Södermalm i Stockholm samt Vasaparken i Västerås
- Filosof, brons, 2002, Handenterminalen i Handen
- Filosof-tron, brons och granit, Smedshagsskolans skolgård i Hässelby villastad, 2013
- Sture Collin är representerad på Moderna museet[1] med konstverket Mumie
- Göteborgs kommun,  Babianen och kråkan, Guldheden 1998
- Ljusdals kommun, Spiral 1990
- Ljusdals kommun, Arenan 2017
- Ljusdals kommun, Collinparken 2010
- Österåkers kommun, Sjöjungfru 1994

## Bilder

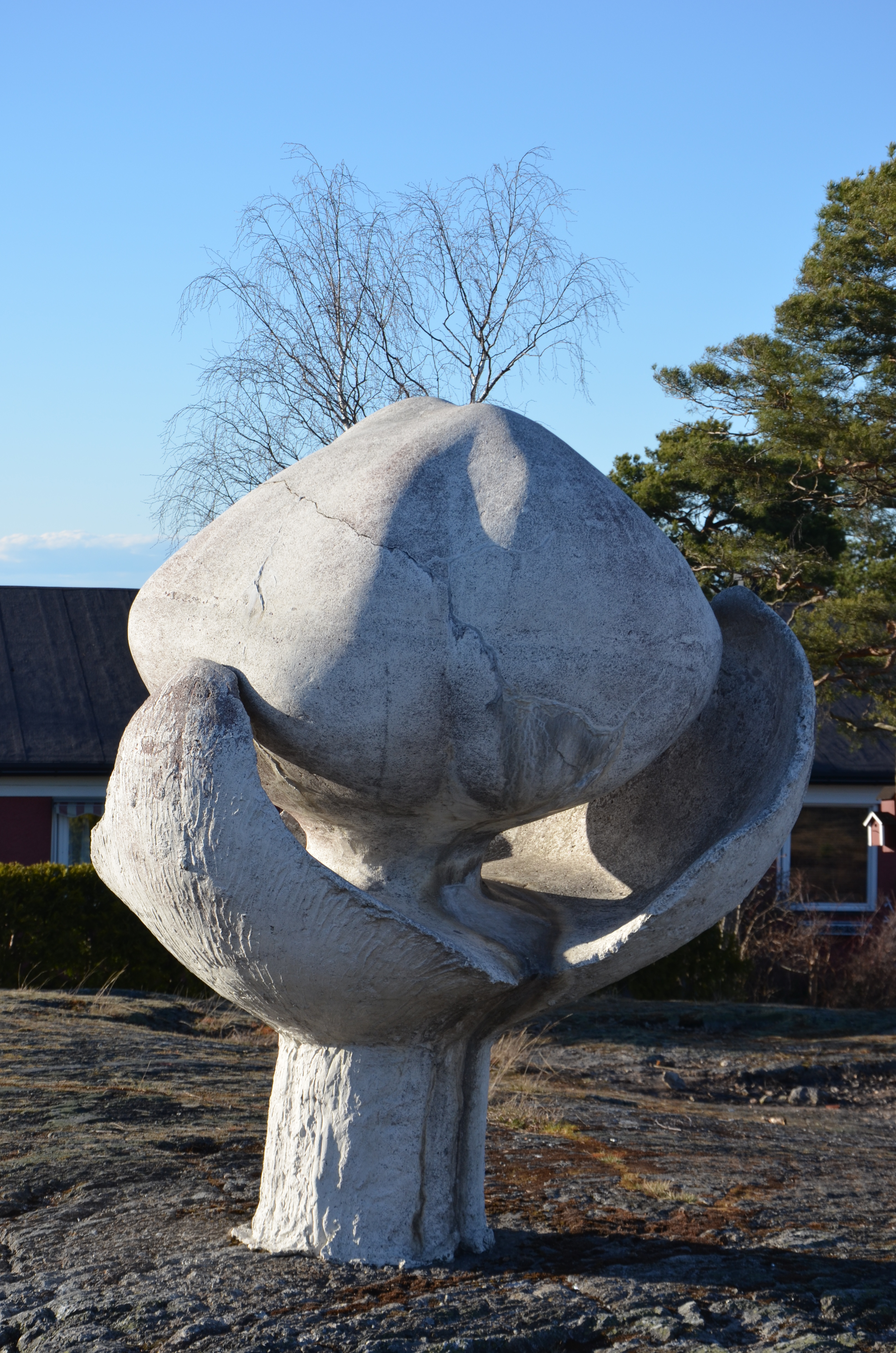
Knopp i Mälarhöjden i Stockholm.
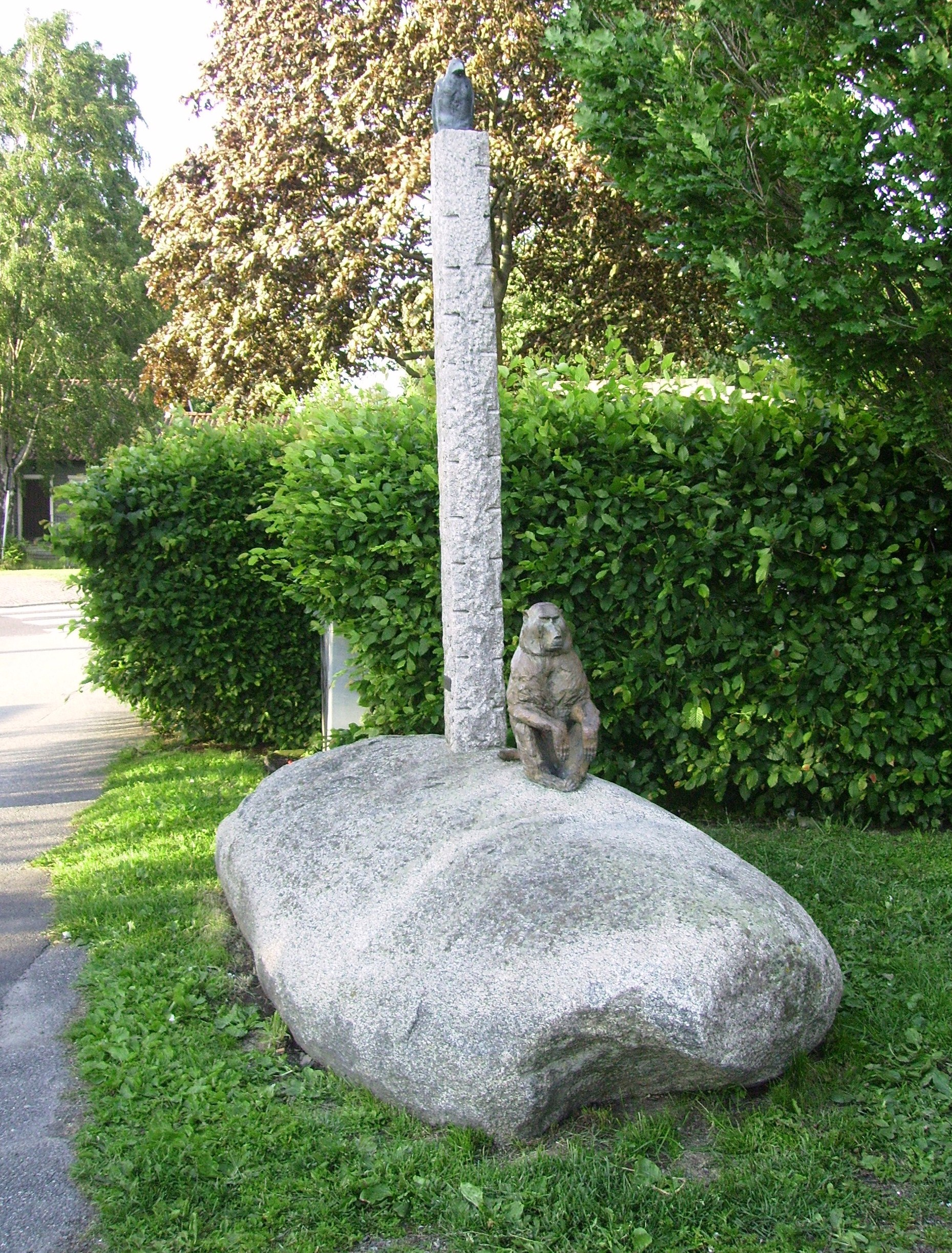
Babianen och kråkan i Göteborg.